# 维达奇·乔鲍
维达奇·乔鲍（匈牙利語：Vidáts Csaba，1947年11月22日—），匈牙利前男子足球运动员。他曾代表匈牙利国家队参加1972年夏季奥林匹克运动会足球比赛，获得一枚银牌。